# Nesobasis longistyla
Nesobasis longistyla är en trollsländeart som först beskrevs av Selys 1891.  Nesobasis longistyla ingår i släktet Nesobasis och familjen dammflicksländor. Inga underarter finns listade i Catalogue of Life.